# Sonny Boy
Sonny Boy é um filme de drama neerlandês de 2011 dirigido e escrito por Maria Peters e Annejet van der Zijl. Foi selecionado como representante dos Países Baixos à edição do Oscar 2012, organizada pela Academia de Artes e Ciências Cinematográficas.

## Elenco
- Ricky Koole - Rika van der Lans
- Sergio Hasselbaink - Waldemar Nods
- Daniel van Wijk - Waldy
- Micha Hulshof - Marcel
- Wouter Zweers - Gerard
- Marcel Hensema - Willem
- Gaite Jansen - Bertha
- Martijn Lakemeier - Jan
- Frits Lambrechts - Sam
- Raymond Spannet
- Joy Wielkens - Hilda